# Cesari Daugèr
Cesari Daugèr (Aira (Landes), 27 d'agost de 1858 - 10 de juliol de 1945) fou un sacerdot francès i escriptor en occità, membre de l'Escola Gastó Febus i de la Societat de Borda de Dacs.
Era fill d'un humil treballador agricola i algun cop venedor ambulant, però el 1869 va entrar al seminari menor i el 1877 al seminari major. El 1883 fou ordenat sacerdot i destinat a Pèira Horada (1883-1886). Després va esr a diòcesi al voltant de Mont de Marsan: Gallières (1887-1893), Sent Anhet i Sarron (1894-1902), Vath Longa (1903-1913), i Dur Hòrt e Baishen, de la que en fou nomenat canonge honorari als 78 anys.
Es va interessar per la cultura popular, la història, la literatura i la filologia, i va publicar nombroses obres de temàtica vairada, així com nombrosos reculls de poesia i peces de teatre, que signà amb pseudònims com Philibert de Lourine, Lou Gat esquiro i Lou Hapchot. Fou majoral local del felibritge i el 1895 ingressà en la Societat de Borda, de la que en fou vicepresident de 1921 a 1945. El seu germà Josèp Daugèr també fou sacerdot i felibre i va signar sota el pseudònim le petit félibre de Pissos.

## Obres
- Sento Quiteyre, tragèdia en dos actes, Aira, Labrouche, 1898
- Flors de lana, poesia, Aira, Labrouche, 1901
- Ua Camada en Italia, Per Noste, 2001
- Le mouvement félibréen dans le Sud-Ouest, Auish, Imprimerie centrale, 1903
- La tour de Pouyalè, Escole Gastou-Febus, 1907
- Notre Dame de Maylis, histoire et pèlerinage, Laffitau et Labonne, Imprimerie centrale, Aire-sur-l'Adour, 1936
- Lou Bartè, comèdia en quatre actes, Aira, Duhort-Bachen, 1922
- Fablas gasconas, 1933, rééd. Ortès, Per Noste, 1999
- Les fresques de Saint-Loubouer, Landes, Dur Hòrt e Baishen, Aira, 1939
- Le mariage et la famille en Gascogne d'après les proverbes, en fragment al Bull. trim. Soc. Borda; puis en 3 vol. in-8° : t. I, Paris, Picard, et Bordeaux, Féret, 1916, VIII-294p. (avant le mariage; les noces; après les noces); t. II, chez l'auteur, Duhort-Bachen par Aire-sur-l'Adour, Landes, 1930, I-418p. (la nature; animaux, plantes, agriculture, météorologie, saisons); t. III, ibid., 1930, I-312p. (corps humain; habitation; vêtement; religion; professions et métiers; psychologie; santé et maladie; personnages surnaturels)» «Monographie de première importance, bien que le classement d'après les proverbes soit peu commode».[1]